# Nourriture pour bébé

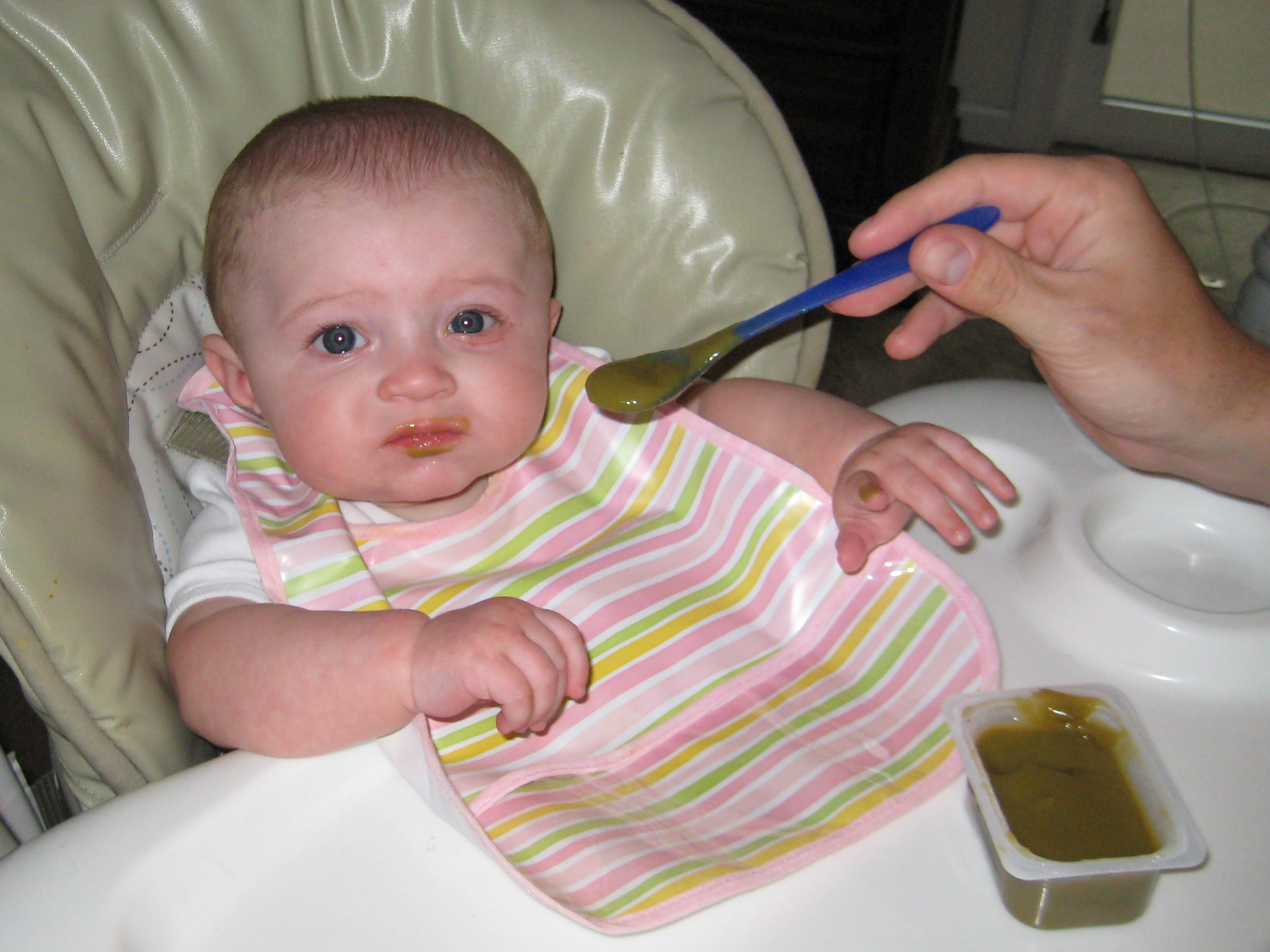
Un nourrisson mange de la nourriture pour bébé.

La nourriture pour bébé est la nourriture conçue pour les nourrissons entre six et vingt-quatre mois. Différente du lait maternel et du lait artificiel, la nourriture pour bébé est généralement constituée de bouillies ou de purées.
Dans les pays occidentaux, de nombreuses marques de nourriture industrielles existent. Il est bien sûr possible de réaliser la nourriture soi-même. La nourriture pour bébé constitue une transition entre l'alimentation lactée et l'alimentation de l'adulte.

## Diversification alimentaire
La diversification alimentaire désigne la période durant laquelle un bébé commence à s’alimenter avec autre chose que le lait. Elle démarre au plus tôt au début du 5e mois. En cas d’allaitement, elle peut démarrer plus tard, le bébé pouvant être allaité exclusivement jusqu'à 6 mois. La nourriture préparée pour bébé peut grandement faciliter cette transition parfois délicate.
La diversification démarre par des légumes cuits au repas du midi. La plupart des légumes peuvent être donnés, mais mieux vaut privilégier des légumes faciles à digérer comme les carottes et les courgettes. Dans un second temps, des fruits peuvent être proposés sous forme de compotes. La viande et le poisson peuvent être introduits un mois plus tard, aux alentours du 6e mois. À l’exception du jambon blanc, mieux vaut éviter la charcuterie. L’enfant passe progressivement d'une texture lisse à une texture moulinée, puis avec des morceaux. Sauf pour la viande, les morceaux peuvent être rapidement proposés, pour que l’enfant découvre tôt de nouvelles textures et consistances et apprenne à mastiquer. Le riz et les pâtes peuvent être introduits biens cuits et mixés dès 8 mois.